# Piet Moltmaker
Petrus (Piet) Moltmaker (Arnhem, 13 september 1882 - aldaar, 16 april 1941) was een Nederlands vakbondsbestuurder en politicus.

## Jeugd en werk
Moltmaker groeide op in een rooms-katholiek gezin in Arnhem. Zijn vader was daar wachtmeester bij de rijdende artillerie. Na de lagere school ging hij werken als lijstenmaker en na twee jaar werd hij administratief medewerker bij de toenmalige Staatsspoorwegen. Hij werd lid van de vakvereniging, de Nederlandsche Vereeniging van Spoor- en Tramwegpersoneel en werd in 1903 lid van de SDAP.

## Bestuur en politiek
In 1911 werd hij tweede voorzitter van de vakvereniging onder de toenmalig voorzitter Henk Sneevliet. Mede door politieke meningsverschillen met Sneevliet verliet hij na enige tijd het bestuur. In 1912 werd Moltmaker gekozen namens de SDAP in de gemeenteraad van Utrecht en in 1918 werd hij lid van Provinciale Staten van de provincie Utrecht. In 1923 legde hij beide functies neer toen hij verkozen werd tot lid van de Eerste Kamer. Namens de overkoepelende vakbond de NVV waarin hij inmiddels bestuurslid was geworden was hij ook lid van de Hoge Raad van Arbeid, een adviesorgaan voor de Nederlandse regering.